# فابیولا (فیلم ۱۹۴۹)
فابیولا (انگلیسی: Fabiola) فیلمی به کارگردانی آلساندرو بلازتی و سرجو لئونه است که در سال ۱۹۴۹ منتشر شد.

## بازیگران
- میشله مورگان
- آنری ویدال
- میشل سیمون
- الیزا کگانی
- ماسیمو جیروتی
- جینو چروی
- پائولو استوپا
- کارلو نینچی
- فرانکو اینترلنگی
- نریو برناردی
- پائولو فراری
- گویدو چلانو
- گابریله فرزتی
- پل مولر
- لائورا گُره
- سیلوانا یاکینو
- بلا استراچه سائیناتی
- آمالیا پلگرینی
- سرجو توفانو
- آنیباله برتونه
- ویرجیلیو رینتو
- اجیستو اولیویری
- جینو لئورینی